# Delima latilabris
Delima latilabris is een slakkensoort uit de familie van de Clausiliidae. De wetenschappelijke naam van de soort is voor het eerst geldig gepubliceerd in 1829 door J.A. Wagner.